# Manuel Solórzano
Manuel Solórzano, né en 1905 à Suchitoto dans le département de Cuscatlán au Salvador, et mort (assassiné) le 12 mars 1977 à Aguilares, est un chrétien catholique salvadorien, martyr et bienheureux. 
Il est un participant actif dans sa paroisse locale et est proche de son curé Rutilio Grande García. Il est tué aux côtés du P. Rutilio Grande et du jeune Nelson Rutilio Lemus en 1977 sur un chemin de terre après avoir essayé de protéger les deux hommes lorsque des soldats salvadoriens les attaquent,,.
Il est reconnu martyr, puis béatifié le 22 janvier 2022 aux côtés de ses deux compagnons.

## Biographie

### Vie chrétienne
Manuel Solórzano naît en 1905 à Suchitoto dans le département de Cuscatlán, au centre du Salvador. Il épouse Eleuteria Antonia Guillén, ils ont dix enfants. Il se rend à Aguilares et s'y installe pour trouver du travail, il y vend des semences et du bétail,.
Chrétien, il fait la connaissance du curé local, Rutilio Grande García, en participant activement à la vie paroissiale, particulièrement pour l'évangélisation,.

### Martyre
Manuel Solórzano meurt le 12 mars 1977 vers 17 heures sur la route d'Aguilares vers El Paisnal, en accompagnant le P. Grande et le jeune Nelson Lemus pour célébrer la messe ce soir-là. Des soldats armés leur tendent une embuscade au milieu des champs de canne à sucre et ouvrent le feu sur leur voiture alors qu'elle se rend d'Aguilares à El Paisnal. Ils doivent tous les trois continuer une neuvaine à Saint-Joseph après la messe ; le père Grande reçoit des menaces de mort à cause de ses sermons qui déplaisent. Dans ses derniers instants, Manuel Solórzano essaie de couvrir de son corps le P. Grande et le jeune Lemus quand dix balles le tuent et lui arrachent presque le bras.

## Béatification

### Enquêtes successives
Le processus de béatification de Manuel Solórzano et de ses deux compagnons commence lorsque la Congrégation pour la Cause des Saints publie le décret officiel « nihil obstat » (rien ne s'y oppose) qui autorise l'archidiocèse de San Salvador à mener une enquête sur leur vie et leur sainteté. La question est de savoir si les trois hommes sont morts « in odium fidei » (en haine de la foi), ce qui signifie qu'aucun miracle n'est nécessaire pour leur béatification. L'examen de la cause commence le 8 janvier 2016, et se termine quelques mois plus tard, le 16 août de la même année. Une enquête complémentaire est menée dans l'archidiocèse pendant trois mois, du 17 mars au 6 juin 2017. La Congrégation romaine valide la conformité des deux procédures le 2 mars 2018.

### Décisions favorables, célébration
Les postulateurs de la cause établissent et soumettent le dossier de « Positio » à la Congrégation pour la Cause des saints. La commission des neuf théologiens approuve le dossier le 19 septembre 2019 ; la commission des cardinaux et des évêques l'approuvent à leur tour le 18 février 2020. Le pape François signe le 21 février 2020 le décret autorisant leur béatification, mais la date de la cérémonie de béatification, prévue initialement en août 2020, est reportée en raison de la pandémie de Covid-19. La béatification est célébrée le 22 janvier 2022, sous la présidence du cardinal Gregorio Rosa Chávez représentant le pape François,.
Le postulateur de la cause est un prêtre jésuite, le P. Pascual Cebollada Silvestre.